# Euxoamorpha antarctica
Euxoamorpha antarctica är en fjärilsart som beskrevs av Hans Daniel Johan Wallengren 1860. Euxoamorpha antarctica ingår i släktet Euxoamorpha och familjen nattflyn. Inga underarter finns listade i Catalogue of Life.